# Indoor MEssaging System
Indoor MEssaging System（IMES）は、宇宙航空研究開発機構（JAXA）が考案した屋内測位技術の一つ。一般に、IMESという略称が用いられる。
「アイメス」「アイムス」「アイムズ」「アイエムイーエス」などと呼ばれているが、IMESコンソーシアムでは「アイムス」と呼んでいるため、「アイムス」が事実上の正式呼称である。
その性質から、屋内GPSと呼ばれることもあるが、屋内GPS技術としては、他にもいくつかの方式があるため正確ではない。

## 概要

### IMESの仕組み
GPS技術は地球の周りのGPS衛星から「時刻」を知らせる無線信号が送信されている。その送信された時刻と受信機への到達時刻の差から、複数のGPS衛星との距離を計算でき、その情報を基に受信機の地上での位置を特定している。
IMESは、GPS衛星と同じ電波形式を用いた屋内GPS送信機（モジュール）を設置し、送信機からは時刻情報の代わりに送信機の「位置情報」を送信する。これにより受信機側では屋外で行われる時差の計算を行わず、屋内GPS送信機の位置情報を受信機の位置としてそのまま受け取り、受信機の屋内外でのシームレスな利用を可能にしたもの。

### 技術仕様
- 周波数：1.5754282GHz(将来予約：1.5754118GHz)
- 変調方式：BPSK
- PRN番号：173番～182番
- データ転送速度：50bps/250bps
- 電波法規制：微弱無線

- 送信機の設置・運用にはJAXAへの登録手続きが必要

### 測位精度
一般には測位精度10m程度と言われている。

### 海外での利用
現在、日本国内のみで利用できる技術であり、海外では使用できない。

### 沿革
2007年4月3日、JAXAは、GPS衛星や準天頂衛星の無線信号が届かない屋内や地下街でも測位できる屋内GPS技術としてIMES方式を考案し、NTTドコモ、日立製作所、測位衛星技術、新衛星ビジネス（ASBC）らと共同で、地下駐車場における実証実験に成功したと発表した。
この実証実験の成功により、JAXAは準天頂衛星システム（初号機 みちびき）の地上補完システムとして、GPSや準天頂衛星の電波が届かない屋内や地下街でも測位できるようにするために、IMES送信機を設置することを提案している。
日本国の電波法としては、IMES送信機の送信出力が微弱無線に相当するため、免許不要で送信機の設置運用ができる。
2007年11月、米国GPS運用機関はIMESのためにGPSのPRN番号として173番～182番を使用することを認可した。しかし、米国GPS運用機関はIMESの利用を日本国内に制限している。
IMES送信機から送信される信号は、GPSや準天頂衛星と周波数や変調方式で互換性がある無線信号であるが、そもそもGPSや準天頂衛星などの衛星測位システムとは全く異なる測位方式であること、航法メッセージのフォーマットがIMESの独自であることから、GPS受信機のファームウェアに若干の機能追加が必要である。
しかし、既存のGPS受信機と同一のハードウェアで、屋外と屋内をシームレスに測位できるという特徴を持つため、屋内測位技術の一つとして注目を浴びている。
2009年2月、ナビタイム、KDDI、KDDI研究所が「神戸自律移動支援プロジェクト」実証実験において、IMESを用いたナビゲーションシステムの実証実験を行った。
2011年6月、IMESコンソーシアム発足。
2011年10月、北海道「網走監獄博物館」がソフトバンクモバイルが提供する「ふらっと案内」を用いて準天頂衛星「みちびき」と「IMES」による観光案内の実証実験を実施。
IMESコンソーシアム他、北海道 オホーツク管内の市町村、ソフトバンクモバイル、ソフトバンクテレコム、JR北海道、東京農業大学オホーツクキャンパス、財団法人網走監獄保存財団、財団法人衛星測位利用推進センター、社団法人北海道観光振興機構らが協力して実現。
2012年6月、Interopに併設されているLocation Business Japan2012において、iMES ShowCaseを出展。iMESコンソーシアム会員各社による技術と製品・サービスの展示等を行った。